# فان وانگ
فان وانگ (به انگلیسی: Fann Wong) (زاده ۲۷ ژانویه ۱۹۷۱) بازیگر ، خواننده ، مدل چینی است.
از فیلم‌های معروف او می‌توان به بازی در فیلم شوالیه‌های شانگهای اشاره کرد.